# Neyzeh Rūd
Neyzeh Rūd (persiska: نِيزِه رود, نیزه رود) är en ort i Iran.   Den ligger i provinsen Kurdistan, i den nordvästra delen av landet, 500 km väster om huvudstaden Teheran. Neyzeh Rūd ligger 1 606 meter över havet och antalet invånare är 307.
Terrängen runt Neyzeh Rūd är huvudsakligen kuperad, men åt sydost är den platt. Terrängen runt Neyzeh Rūd sluttar västerut.Runt Neyzeh Rūd är det ganska tätbefolkat, med 93 invånare per kvadratkilometer. Närmaste större samhälle är Bāneh, 7,1 km nordost om Neyzeh Rūd. Trakten runt Neyzeh Rūd består till största delen av jordbruksmark.